# Station Mallemoisson
Station Mallemoisson is een spoorwegstation in de Franse gemeente Mallemoisson. Het station is gesloten.